# Manley Hot Springs
Manley Hot Springs ist ein Ort und ein census-designated place (CDP) in der Yukon-Koyukuk Census Area in Alaska in den Vereinigten Staaten. Das U.S. Census Bureau hatte bei der Volkszählung 2020 eine Einwohnerzahl von 169 ermittelt.

## Geographie
Manley Hot Springs befindet sich im Alaska Interior. Der Ort liegt am Hot Springs Slough, ein oberstrom abgeschnittener Altarm des Tanana River. Der Ort liegt auf einer Höhe von 82 m 136 km westnordwestlich der Stadt Fairbanks. Manley Hot Springs ist über den Elliott Highway (Alaska Route 2) an das Fernstraßennetz Alaskas angebunden. Weiterhin besitzt Manley Hot Springs einen Flugplatz.

## Geschichte
Das Gebiet liegt im traditionellen Stammesgebiet des Cosna-Stammes der Upper Koyukon Dene. Im Jahr 1902 entdeckte der Prospektor John Karshner mehrere heiße Quellen in der Gegend und ließ sich dort nieder. Um das Jahr 1902 errichtete der U.S. Army Signal Corps in der Nähe eine Telegraphenstation. Der Ort wurde bald nach dem nahen Flüsschen Baker Creek „Baker Hot Springs“ benannt. 1907 baute Frank Manley das vierstöckige „Hot Springs Resort Hotel“. Im Jahr 1907 wurde ein Postamt eröffnet. 1957 wurde der Name zu Manley Hot Springs geändert. 1980 wurde Manley Hot Springs ein census-designated place.

## Demografie
Zum Zeitpunkt der Volkszählung im Jahre 2020 (U.S. Census 2020) hatte Manley Hot Springs 169 Einwohner auf einer Landfläche von 439,85 km². Von den Einwohnern waren 52 weiß, 107 amerikanisch-indianischer Abstammung sowie ein Asiate.
Beim Zensus im Jahr 2000 wurden 72 Einwohner gezählt, 2010 waren es 89.